# Хариман (Њујорк)
Хариман (енгл. Harriman) град је у америчкој савезној држави Њујорк.

## Демографија
По попису из 2010. године број становника је 2.424, што је 172 (7,6%) становника више него 2000. године.
| Група             | 2000.         | 2010.         |
| Белци             | 1.698 (75,4%) | 1.366 (56,4%) |
| Афроамериканци    | 108 (4,8%)    | 325 (13,4%)   |
| Азијати           | 166 (7,4%)    | 251 (10,4%)   |
| Хиспаноамериканци | 223 (9,9%)    | 439 (18,1%)   |
| Укупно            | 2.252         | 2.424         |